# 日本鎖管
日本鎖管（学名：Loliolus (Nipponololigo）为槍魷科擬槍魷屬(日本槍魷亞屬)下的一个种。

## 扩展阅读
- 維基物種上的相關：日本鎖管